# 어묵

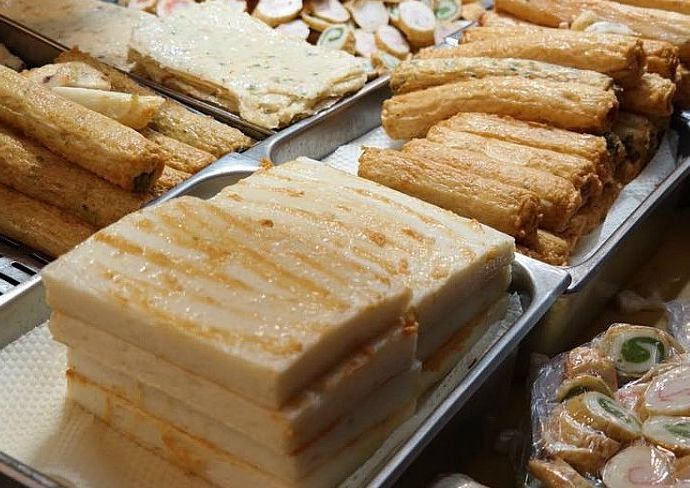
여러 가지 어묵

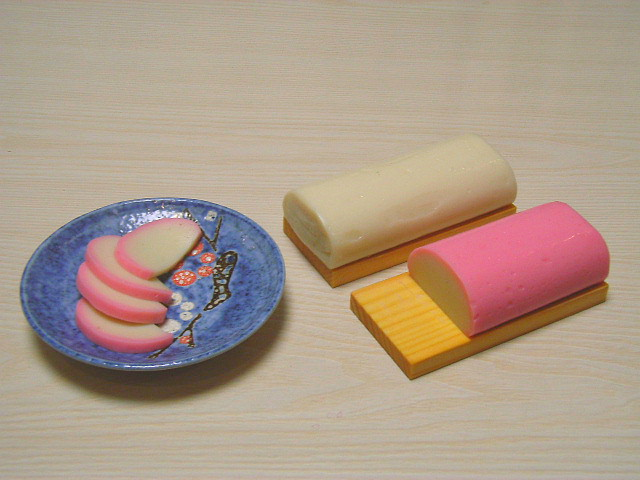
가마보코 (일본식 어묵의 일종)

어묵(영어: Eomuk, 문화어: 고기떡)은 생선의 살을 으깨어 소금과 밀가루, 녹말가루 등 부재료를 넣고 뭉친 후 익혀서 묵처럼 만든 음식이다. 찌거나 굽거나 튀겨 먹는다. 세계 각지에 여러 가지 어묵이 있는데, 한국식 어묵은 일본에서 유래했다는 기록이 있다.

## 나라별 어묵

### 한국
어묵을 "오뎅"이라 부르기도 하나, 엄밀히 오뎅은 일본식 요리의 이름이다.
숙종 45년(1719년)의 《진연의궤》에 보면 "생선숙편"이라는 것이 나오는데 이를 어묵이라고 보기도 한다.
숙종 45년(1719년)의 기록인 <진연의궤>에는 생선숙편이라는 찬품이 나온다. 재료는 <대생선 3미, 간장 3홉, 녹말가루 1되 5홉, 참기름 3홉, 잣 5작>이다. 조리법은 안 나오는 모양인데, 김상보씨는 이것이 <생선 으깬 것에 녹말가루, 참기름, 간장 등을 넣고 차지게 섞어 틀에 넣어 쪄낸 다음 이것을 편으로 썰어서 잣가루를 넣은 간장에 찍어먹었을 것으로 생각된다.> 라고 추리했다. 이 생선숙편은 후일 진찬의궤(1829년), 진연의궤(1901년) 등에 생선문주라는 명칭으로 변모되어 나타났다고 한다.— 조선시대의 음식문화, p235

현재 한국의 어묵은 일제강점기에 들어왔으며, 우리나라 사람이 세운 최초의 어묵공장은 부평동시장에서 시작한 동광식품(창업주 이상조)이다. 1953년에는 일본에서 어묵제조 기술을 배워 온 박재덕 씨가 영도 봉래시장 입구에 삼진어묵을 설립한다. 현존하는 한국에서 제일 오래된 어묵 공장이다. 때마침 한국 전쟁이 발발해 피난민이 대거 부산으로 유입되자 어묵 생산은 호황을 맞기 시작한다. 이즈음 동광식품과 삼진어묵의 공장장 출신이 합작해 영주동시장에 환공어묵을 설립하게 된다. 1950년~1960년대에 미도, 환공, 삼진, 동광, 대원, 영진 등의 어묵 제조 공장이 생겨나며 어묵업계는 춘추전국 시대를 맞는다. 대기업 제품으로는 1985년 삼호 F&G에서 만들었다. 이 때 "어묵"이라는 이름을 처음 썼다. 단, 어묵이라는 이름 자체는 신문 상으로는 1969년에 처음 등장한다. 1990년대 초에 소위 "부산어묵"이라는 이름으로 포장마차에서 먹는 어묵이 유행하기 시작했다. 여기서 부산어묵은 앞의 부산어묵과는 달리 길쭉한 모양의 어묵을 부르는 말이 되었다.
- 오징어 - 갈치살과 오징어의 씹히는 맛이 특징이다.
- 맛살 - 맛살을 첨가하여 만든 어묵
- 만두 - 만두 모양의 어묵으로 당면과 약간의 채소를 첨가하여 담백하다.
- 고구마 - 고구마를 첨가해 고소하다.
- 버섯 - 명태살, 도미살, 당근, 파, 건표고버섯을 넣었다.
- 치즈 - 조개살과 치즈를 넣었다.
- 순대 - 고추와 당면을 첨가하여 매콤하다.
- 소시지 - 소시지를 넣어 톡톡 씹히는 맛이 일품이다.

### 미국
- 크랩 케이크

### 베트남
베트남에서 어묵은 짜 까(베트남어: chả cá)라 불린다. 베트남어에서 "짜(chả)"는 고기나 생선 등을 다져서 양념해 굽거나 튀긴 음식을 일컫는 말이며, "까(cá)"는 "물고기, 생선"을 뜻한다.
- 짜 믁: 오징어 어묵

### 인도네시아
- 오탁오탁

### 일본
- 가마보코
- 콩 - 콩을 넣어 담백하고 고소하다.
- 구운 - 대구살을 주원료로 했다.
- 지쿠와
- 가쓰마아게
- 샤브뎅(냉오뎅) - 인도양 말레이반도에서 도미살로 만들었다.
- 피시볼
- 어묵고로케
- 어묵면

### 태국
- 톳 만

### 포르투갈
- 볼리뉴 드 바칼랴우 – 대구살로 만든다.

## 같이 보기
- 연육